# Phyllogomphus selysi
Phyllogomphus selysi – gatunek ważki z rodziny gadziogłówkowatych (Gomphidae). Występuje w Afryce Subsaharyjskiej – od Kamerunu na wschód po Kenię i na południe po RPA.
W RPA imago lata od listopada do końca kwietnia. Długość ciała 65–66 mm. Długość tylnego skrzydła 38–39 mm.